# ويليام أوينز (كاتب)
ويليام أوينز (بالإنجليزية: William Owens)‏ هو مؤلف وكاتب وضابط أمريكي، ولد في 8 مايو 1940 في بيسمارك في الولايات المتحدة.

## وصلات خارجية
- ويليام أوينز على موقع إن إن دي بي (الإنجليزية)